# Jardin botanique Man'yō (Nara)

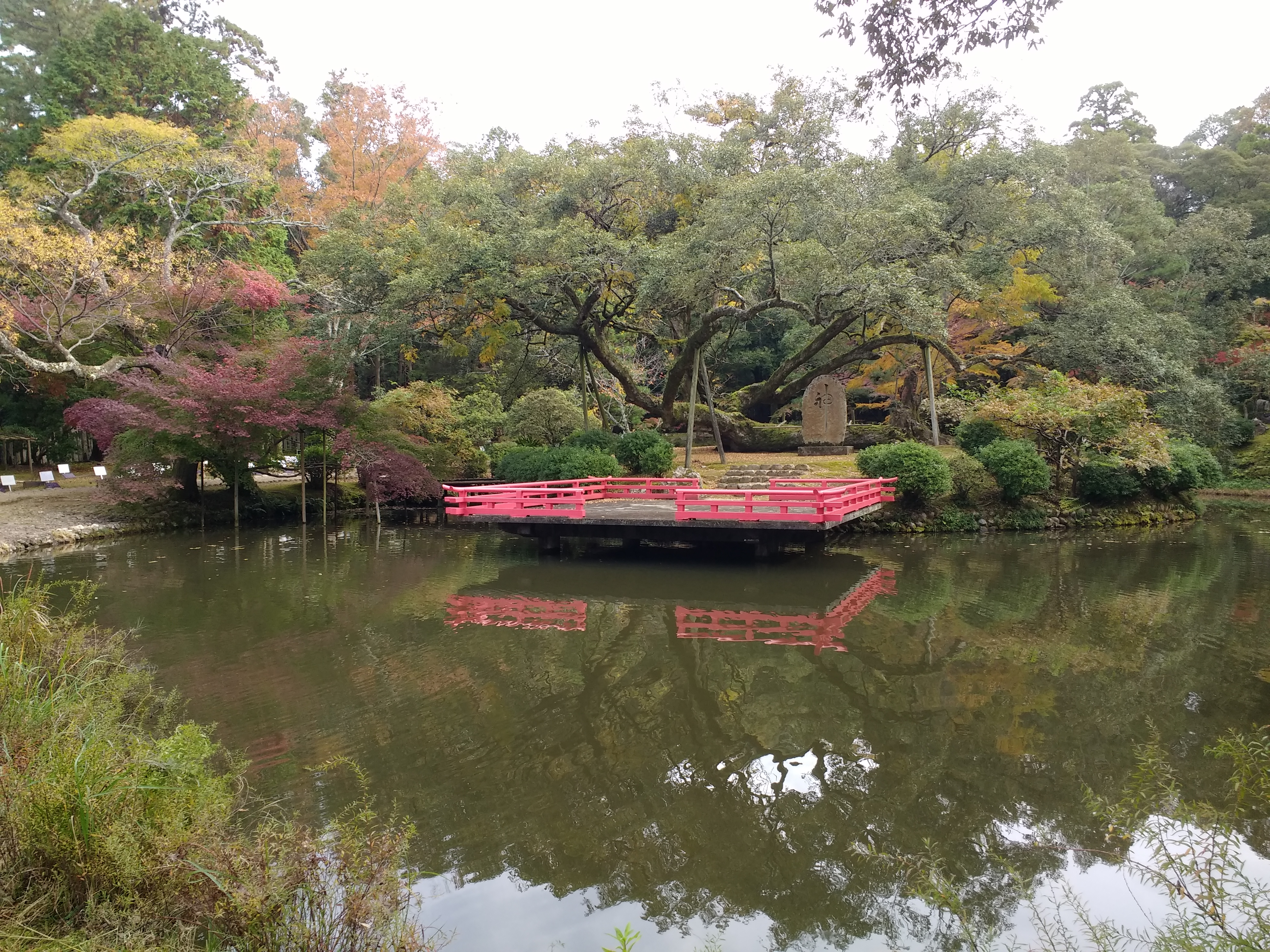

Le jardin botanique Man'yō (萬葉植物園, Man'yō Shokubutsuen) de Nara, aussi appelé jardin Kasuga Taisha, est un jardin botanique situé près de Kasuga-taisha à Nara au Japon. 
Créé en 1932, c'est un jardin botanique Man'yo contenant toutes les plantes (plus de 300 espèces) mentionnées dans le Man'yōshū, chacune avec son nom et les poèmes qui en font mention. Le site comprend également un jardin de wisteria, un jardin de camélia, un jardin d'Iris et un jardin des cinq grains qui rassemble les plantes à grains utilisées pour l'alimentation, les textiles, les teintures au temps du Man'yoshu.